# Agrias anaxagoras
Agrias anaxagoras är en fjärilsart som beskrevs av Otto Staudinger 1886. Agrias anaxagoras ingår i släktet Agrias och familjen praktfjärilar. Inga underarter finns listade i Catalogue of Life.